# Forest City (Johor)

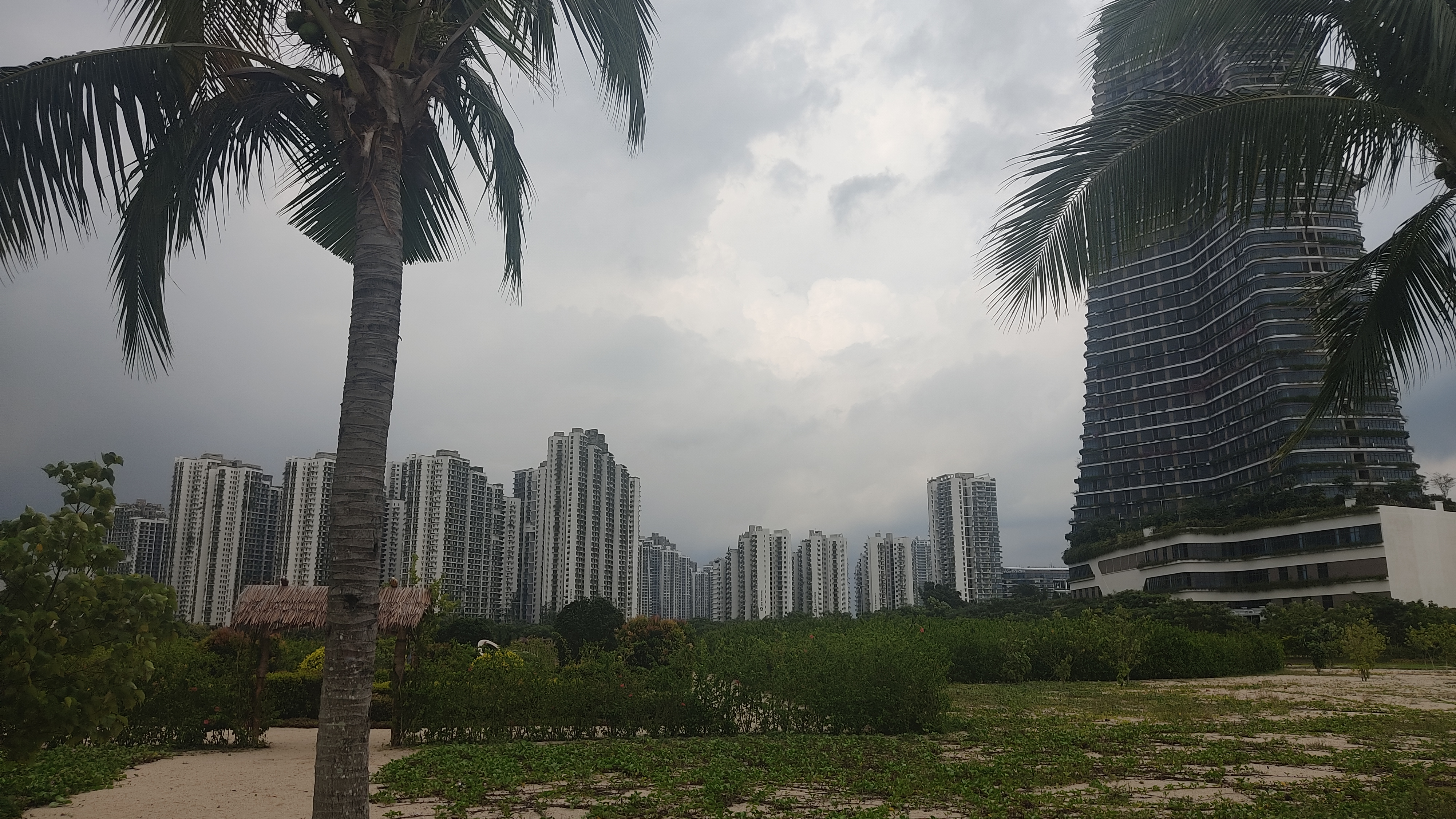
Forest City im Jahr 2022

Forest City ist eine Planstadt im Bundesstaat Johor in Malaysia. Die westlich von Singapur gelegene Planstadt soll auf vier künstlichen Inseln mit einer Gesamtfläche von 30 km² errichtet werden. Stand 2024 wurden auf einer der vier künstlichen Inseln 26000 Wohnungen fertiggestellt. Die leerstehende Geisterstadt ist unter malaysischen Jugendlichen ein beliebter Treffpunkt.

## Bau
Forest City wird von einem Joint Venture errichtet, an dem der chinesische Immobilienentwickler Country Garden die Mehrheit hält. Der Bau begann 2015. Es waren Investitionen in Höhe von 100 Milliarden US-Dollar geplant. Die Stadt sollte Wohnraum für 700.000 Menschen bieten. Im Jahr 2016 wurde das höchste Gebäude von Forest City fertiggestellt, der 196 Meter hohe Carnelian Tower mit 45 Stockwerken. Die Fertigstellung des kompletten Projekts war für das Jahr 2035 geplant. Im Jahr 2024 teilte Country Garden nach Zahlungsschwierigkeiten im Vorjahr mit, dass die Weiterentwicklung von Forest City angepasst an die Nachfrage erfolgen soll.

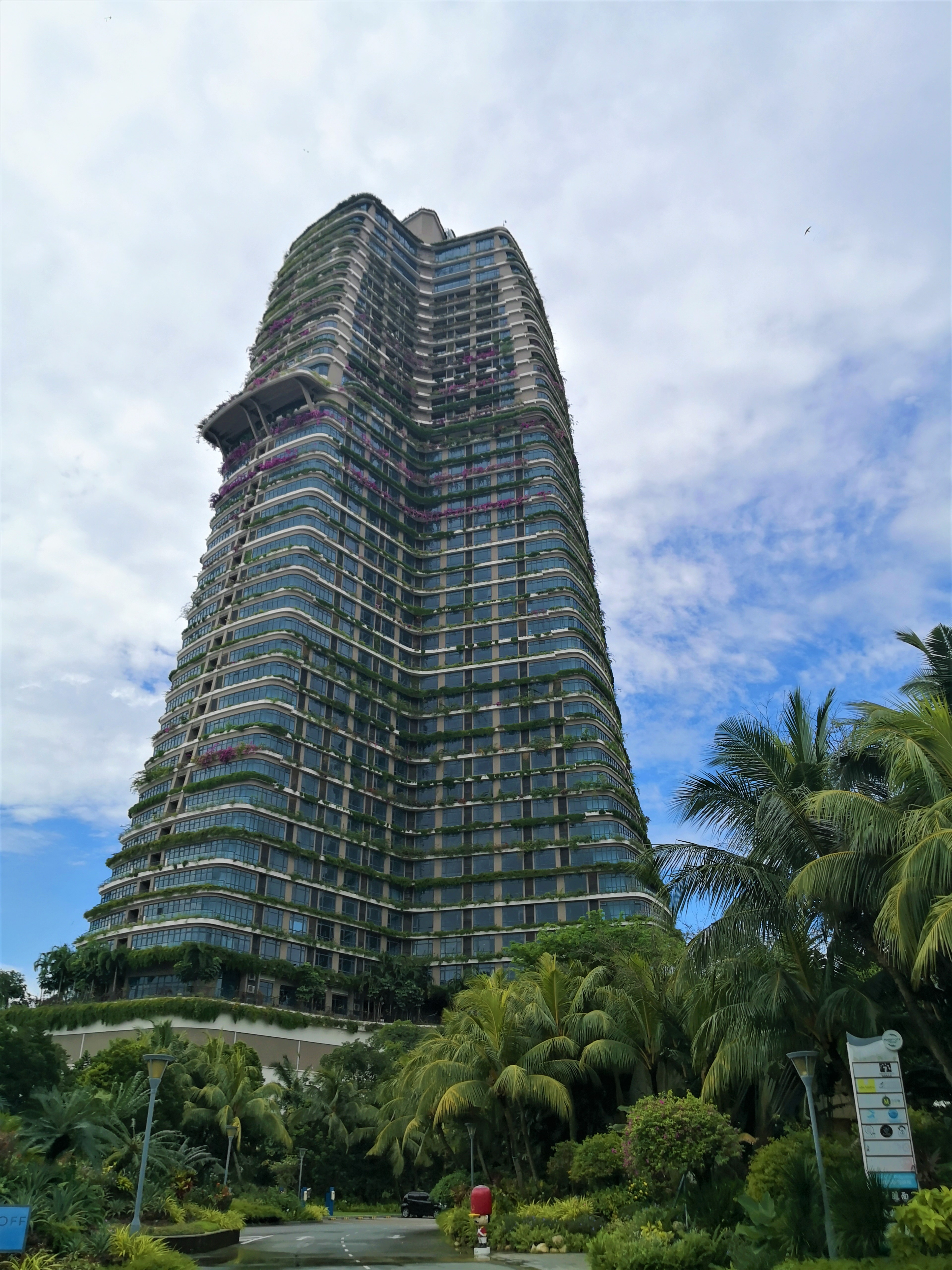
Carnelian Tower in Forest City

## Politische Auswirkungen
Aus chinesischer Perspektive handelt es sich um ein Projekt im Rahmen der Neuen Seidenstraße. Als Zielgruppe waren vor allem chinesische Käufer anvisiert. Die Makler lockten chinesische Käufer mit dem Versprechen, dass die chinesischen Bewohner unter sich bleiben würden, da die Appartements zum Preis von 200.000 US-Dollar für Malaysier unerschwinglich seien.
Die Genehmigung des Projekts auf malaysischer Seite erfolgte in der Amtszeit von Premierminister Najib Razak. Im Wahlkampf 2018 kritisierte sein Herausforderer Mahathir bin Mohamad chinesische Investitionen im Allgemeinen und das Forest City Projekt im Speziellen. Nach seinem Wahlsieg versuchte Mahathir, den Verkauf von Immobilien in Forest City an Ausländer zu unterbinden, was ihm nicht gelang.
Das Interesse chinesischer Investoren nahm deutlich ab. Schon zuvor hatten sich neue Kapitalverkehrskontrollen negativ auf das Projekt ausgewirkt, die Chinesen den Erwerb von Immobilien im Ausland erschweren.

## Kritik
Im Jahr 2019 sollen um die 500 Menschen in Forest City gelebt haben. Im Jahr 2022 wurde die Stadt in Presseberichten als Geisterstadt voller leerer Wolkenkratzer bezeichnet. Nach Angaben von Country Garden sollen 2023 in Forest City 9000 Menschen gelebt haben. Eine Ortsbesichtigung bestätigte das nicht.
Das vom Immobilienentwickler als grüne futuristische Stadt beworbene Projekt wurde von Sarah Moser von der McGill-Universität in Montreal als Greenwashing kritisiert. Umweltschützer kritisieren etwa, dass für das Aufschütten der künstlichen Insel große Seegraswiesen vernichtet wurden, was den Lebensraum vieler Meerestiere zerstört.